# باول إيفي
باول إيفي (بالإنجليزية: Paul Ivey)‏ هو لاعب كرة قدم بريطاني، ولد في 1 أبريل 1961 في وستمنستر في المملكة المتحدة. لعب مع برمنغهام سيتي ونادي تشيسترفيلد ونادي كيترينغ تاون.